# Honey Hunt
『Honey Hunt』（ハニー ハント）は、相原実貴による日本の漫画作品。『Cheese!』（小学館）にて、2007年2月号から2010年1月号まで連載された。
KNIGHTSのハルカを描いたスピンオフ『オレはアイドルをやめたい』が『コミックシーモア』（NTTソルマーレ）にて、2023年12月5日より先行配信されている。

## あらすじ
父親が音楽家で母親が女優、有名すぎる両親を持つ小野塚ゆら。セレブな家庭を周囲は羨ましがるが、父はNYで暮らしており、母も仕事柄なかなか家に帰って来ず、皆が羨むような家庭ではなかった。
そんなゆらが猫をかぶらずに本音を話せるのは、幼なじみの真佑だけだった。しかし、ある日突然告げられた両親の離婚により、唯一の安らぎの存在だった真佑さえも失ってしまう。
そして父親のマネージャーをしている溝呂木に見初められ、「女優にならないか」とスカウトされる。母親を見返してやりたいという一心で、女優を目指すことを決意するゆら。ゆらの人生が動き出す。

## 登場人物
小野塚 ゆら（おのづか ゆら）
17-18歳。A型。地味でアガリ症の女の子。高校3年生。
白木 紫（しらき ゆかり）
A型。女優。ゆらの母親。夫の不倫が世間に露見し、18年の結婚生活にピリオドを打つが、自身も浮気をしていた。「理想の母親」でNO.1に輝く。
小野塚 孝行（おのづか たかゆき）
41歳。音楽家。日本人で初めてアカデミー賞作曲賞を受賞し、「世界のオノヅカ」として有名。NYで暮らしている。
溝呂木 恵一（みぞろぎ けいいち）
32歳。AB型。小野塚孝行のマネージメントをする。芸能事務所「メテオライト・プロモーション」の社長。若いが怒らせると怖いことでマスコミに恐れられている。ゆらが見せた涙に心を動かされ、スカウトする。
南谷 Q太（みなみたに キューた）
19歳。B型。人気歌手「h.a.」(アッシュ･アー)の一人。本名南谷久太。小野塚孝行の大ファンで、ゆらと結婚すれば息子になれると考えゆらにプロポーズする。
南谷 ハルカ（みなみたに ハルカ）
19歳。B型。人気歌手グループ「KNIGHTS」(ナイツ)の一人。本名南谷遥。Q太の双子の弟。
篠原 七瀬（しのはら ななせ）
19歳。B型。溝呂木の家に居候しながら、メイクの専門学校に通う男の子。料理が上手。
西脇 涼子（にしわき りょうこ）
31歳。A型。メテオライト・プロの社員。
中園 ケンジ（なかぞの ケンジ）
39歳。ディレクター。
小泉 リン子（こいずみ リンこ）
女優。
藤堂 真木（とうどう まき）
36歳。O型。筆者。
新田 瑞穂（にった みずほ）
19歳。A型。女優。
堺 翔太郎（さかい しょうたろう）
18歳。O型。「KNIGHTS」の一人。
上原 ヒロト（うえはら ヒロト）
19歳。A型。「KNIGHTS」の一人。
喜多川  真（きたがわ しん）
19歳。A型。「KNIGHTS」の一人。

## 書誌情報
- 相原実貴 『Honey Hunt』 小学館〈Cheese!フラワーコミックス〉、全6巻
  1. 2007年6月26日発売[4]、ISBN 978-4-09-131079-8
  2. 2007年12月21日発売[4]、ISBN 978-4-09-131337-9
  3. 2008年6月26日発売[4]、ISBN 978-4-09-131644-8
  4. 2008年11月26日発売[4]、ISBN 978-4-09-132139-8
  5. 2009年5月26日発売[4]、ISBN 978-4-09-132360-6
  6. 2009年12月24日発売[4]、ISBN 978-4-09-132749-9